# کویچی میزوشیما
کویچی میزوشیما (انگلیسی: Koichi Mizushima؛ زادهٔ ۱ اوت ۱۹۶۵) ژیمناست هنری اهل ژاپن بود.